# Entrala
Entrala est une municipalité espagnole de la communauté autonome de Castille-et-León et de la province de Zamora. En 2021, elle comptait 148 habitants.